# ويلهلم فيشر
ويلهلم فيشر هو عالم عقيدة وكاتب سويسري، ولد في 30 أبريل 1895 في دافوس في سويسرا، وتوفي في 27 نوفمبر 1988 في مونبلييه في فرنسا.